# Meldin Drešković
Meldin Drešković (* 26. März 1998 in Plav) ist ein montenegrinischer Fußballspieler, der beim SV Darmstadt 98 unter Vertrag steht. 

## Karriere

### Vereine
Von 2014 bis 2021 spielte Drešković bei FK Jezero Plav und erzielte in 157 Spielen auch sieben Tore. Zwischenzeitlich wurde er in dieser Zeit auch zu FK Jedinstvo Bijelo Polje und FK Podgorica ausgeliehen. In der Saison 2021/22 stand Drešković für den FK Sutjeska Nikšić auf dem Platz, mit dem er die montenegrinische Meisterschaft gewann. Im Sommer 2022 wechselte er zum ungarischen Erstligisten Debreceni Vasutas SC, für den er zweieinhalb Jahre aktiv war.
In der Winterpause der Saison 2024/25 wechselte Drešković nach Deutschland in die 2. Bundesliga zum SV Darmstadt 98. In der Rückrunde der laufenden Saison kam er dort jedoch nur zu zwei Kurzeinsätzen.

### Nationalmannschaft
Im September 2021 wurde Drešković erstmals in den Kader der montenegrinischen A-Nationalmannschaft berufen und debütierte dort, nach einigen Nominierungen ohne anschließenden Einsatz, schließlich am 28. März 2022 bei einem Freundschaftsspiel gegen Griechenland. Danach wurde er einige Zeit nicht mehr nominiert, bevor sich 2024 zwei weitere Einsätze in Freundschaftsspielen gegen Belarus und Georgien anschlossen.